# Shinjuku Park Tower
Shinjuku Park Tower é um arranha-céu, actualmente é o 141º arranha-céu mais alto do mundo, com 233 metros (763 ft). Edificado na cidade de Tóquio, Japão, foi concluído em 1994 com 52 andares.